# Chwarena
Chwarena (awest. Xvârenah, sława, wielkość, blask, charyzma) lub farr (pers. blask, wspaniałość, chwała) – określenie występujące u wszystkich ludów irańskich. Znajdowała się w głębinach Wourukaszy, wiecznie wzburzonego morza. Charyzma, którą bogowie obdarzali pojedynczych ludzi, rodziny a nawet całe narody. Mogło to być szczęście, powodzenie lub dobra materialne, wszystko co dawało przewagę nad innymi. Zazwyczaj przypisuje się ją królom i bohaterom. Mogła jednak zostać odebrana, co przydarzyło się Dżemszydowi (Jimie). Pod postacią ognia zstąpiła na łono matki Zaratustry, stając się nieodłączną częścią przyszłego proroka. Późniejsze mity traktują utratę chwareny jako efekt przemijania. W czasie panowania Sasanidów wcieleniem chwareny (farru) był baran, powstało też pojęcie złego farru.